# ديفيد مورس (سياسي)
ديفيد مورس اميركي سياسي وعالم في الاقتصاد والاقتصاد السياسي وعالم اغذية ، شغل منصب نائب رئيس معهد الاعتماد المحلي على الذات الذي مقره في واشنطن مينابوليس .
يعمل حاليا على إدارة مشروع ادرة القوانين الجديدي التابع للمعهدد ، عمل مستشارا في وزارة الطاقة في عهد 4 رؤساء هم :
فورد كلينتون كارتر جورج دبليو بوش
له كتاب اقتصاد الكربوهيدرات وكتاب طريقة أفضل ز